# Miguel Itálico
Miguel Itálico (c. 1090 - antes de mayo de 1157) fue un orador, erudito, médico y escritor bizantino que fue profesor de retórica, filosofía, medicina y exégesis bíblica. Fue nombrado obispo metropolitano de Filipópolis (actual Plovdiv, en Bulgaria) alrededor de 1143.

## Biografía
Probablemente era de origen italiano, al menos por su familia, y conocía en efecto el latín. Estuvo ligado a la familia imperial de los Comnenos, y en principio a la emperatriz Irene Ducas o Ducaina, que le hizo nombrar «profesor de médicos» (διδάσκαλος τῶν ἰατρῶν) y ante la cual pronunció, a petición suya, un discurso improvisado de elogio (λόγος αὐτοσχέδιος) en presencia de toda su casa y en especial de su hijo Nicéforo Brienio, a quien están dirigidas también tres de sus cartas. De sus vínculos con el círculo reunido en torno a la emperatriz también da fe su llanto fúnebre por Andrónico Comneno (segundo hijo de Irene y Alexis I), que falleció alrededor del año 1130. En su Elogio del emperador Juan II Comneno (1138), su obra retórica más brillante, se alude a la posición que mantuvo en el conflicto que dividió a la dinastía reinante tras la muerte de Alexis I, quejándose de haber sido difamado por sicofantes, aunque no niega no haber apoyado completamente al emperador en el pasado antes de evocar con emoción el recuerdo de Irene. Una de sus cartas está dirigida al emperador Juan II Comneno, dos al megadoméstico o comandante en jefe del ejército imperial Juan Axuch, otras al logoteta del Dromo y otros altos funcionarios. También hay una carta a Adriano (en religión, Juan Comneno, hijo del sebastocrátor Isaac Comneno (duque de Antioquía), quien era arzobispo de Ohrid, y una carta de respuesta a Alexis (Brienio) Comneno, el hijo mayor de Nicéforo Brienio y Anna Comneno, que le había consultado sobre el significado de la palabra ὁμαίμων.
Su carrera tuvo lugar por completo en la Iglesia: pertenecía al clero de la basílica de Santa Sofía y ocupó sucesivamente las tres principales sillas de la Escuela Patriarcal: didascal o profesor de Salmos, luego didascal del Apóstol (cargo que ocupó en 1138, en el momento del Elogio de Juan II) y finalmente didascal de los Evangelios (puesto en que empezó el 27 de diciembre de 1142). En cuanto a su función menos prestigiosa de profesor o didascal de medicina, no está claro dónde la ejerció, tal vez en el hospital del monasterio de Cosmidion, aunque lo más seguro es que lo fuese en el monasterio de Cristo Pantocrátor. También dio clases privadas y entre sus alumnos famosos figuró Teodoro Pródromo.
En la Carta a Juan II agradeció al emperador una misión no especificada en Roma. Es quizás el "filósofo griego", miembro de la delegación bizantina que se reunió con el papa Inocencio II y el emperador Lotario II en Castel Lagopesole, cerca de Melfi, en julio de 1137; este filósofo se opuso firmemente al monje Pedro el Diácono. Su nombramiento como obispo metropolitano de Filipópolis ocurrió después de dos Elogios que pronunció en 1143: el del emperador Manuel I Comneno, que sucedió a su padre el 8 de abril (regresó a Constantinopla el 27 de junio y fue coronado el 28 de noviembre), y el del patriarca Miguel II Curcúas, elegido el 17 de julio. Los dos detalles conocidos de su episcopado son, primero, el modo en que recibió al rey Conrado III de Hohenstaufen en una cruzada en 1147 y logró convencerlo hasta el punto de exonerar de cualquier saqueo a su ciudad (episodio narrado por Aniceto de Konya); y un conflicto con un sacerdote de su diócesis llamado Kampsorymes que apeló su despido bajo el pontificado del patriarca Nicolás IV Muzalon (episodio del que da cuenta Teodoro Balsamón). En el sínodo celebrado en Constantinopla el 12 de mayo de 1157, el actual metropolitano de Philippopolis se llamaba Teodoro, así que Miguel Itálico falleció antes.

## Obra
La obra conservada conocida consta de cuarenta y cinco textos: cartas, discursos ceremoniales, monodias, etc. El manuscrito principal y único para una gran parte de estas obras est el Baroccianus 131 de la Biblioteca bodleiana de Oxford (completado por el Bononiensis 2412 de Bolonia, y más secundariamente por el Scorialensis Y-II-10 del Monasterio de San Lorenzo de El Escorial, el Paris. gr. 2872 y el Sinait. gr. 482). Los textos de Barocc. 131 han sido publicados en principio como anónimos en las Anecdota græca de John Anthony Cramer, y el autor ha sido claramente identificado sobre la base de los textos por Maximilian Treu. Miguel Itálico, uno de los bizantinos más sabios de su tiempo, se llamó a sí mismo «filósofo», y quiso ser el heredero de Miguel Psellos, aunque su obra conservada sea de carácter esencialmente retórico.